# Palazzo di Rienzo
Il palazzo di Rienzo è sito a Scanno in provincia dell'Aquila.
Il palazzo è sito in via Silla  presso il largo dell'Olmo.

## Storia
In epoca feudale era sede dell'Universitas di Scanno e fu proprietà delle famiglie D'Afflitto prima e Caracciolo di Melissano poi, a titolo di principi.
Nel disegno del Pacichelli del 1692 il palazzo è riportato come palazzo baronale e rappresentato nelle linee elementari del prospetto con due trifore in asse col portale.

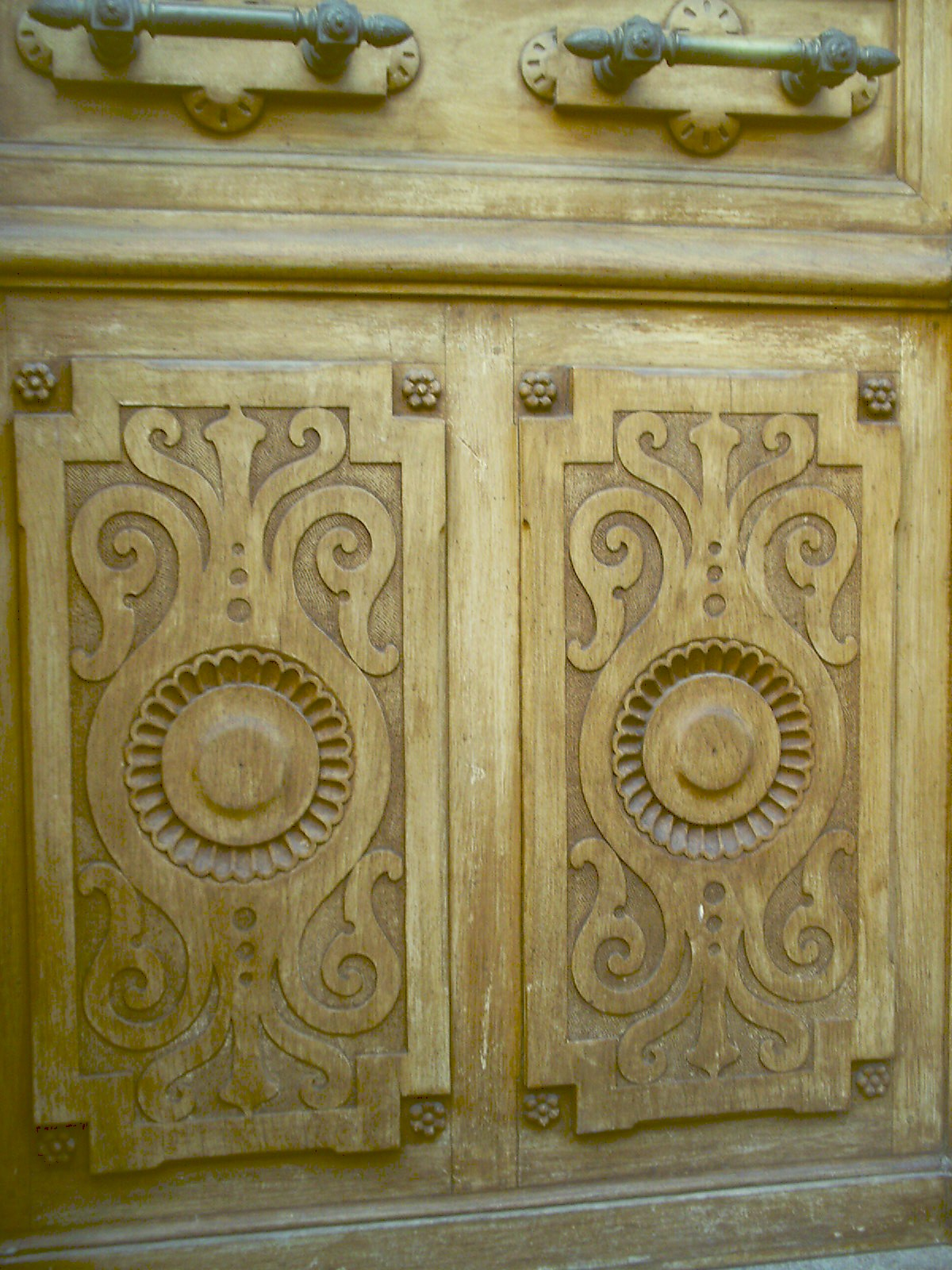
Particolare del portone d'ingresso principale

Fu costruito tra il XVII e XVIII secolo, ma l'aspetto originale è dovuto alla ristrutturazione in stile ottocentesco effettuata da Francesco Di Rienzo, nonno e bisnonno degli attuali proprietari, in occasione delle proprie nozze
nell'anno 1900, con la baronessa Coletti.
La famiglia Di Rienzo è stata tra gli esponenti più noti, assieme ai Sipari di Pescasseroli, con i quali erano imparentati, della cosiddetta borghesia pastorale abruzzese, ottenendo lustro e autorità sociale grazie agli "eserciti" di greggi transumanti che conducevano in Capitanata, ove disponevano di vasti latifondi.

## Struttura
Il portale è riccamente intarsiato. Nella parte superiore del portale è intarsiato un rosone.
Il palazzo è a 4 livelli, 3 piani più un mezzanino, in stile neoclassico.
I 2 piani più alti sono provvisti di balconi simmetrici e regolari, sette nel piano più alto e sei nel penultimo, i balconi cambiano stile piano per piano.
Il mezzanino a 6 finestre sovrasta dei portali ricavati da scavi negli anni settanta, ma l'elemento di maggior pregio è costituito da 2 colonne monoblocco di granito che affiancano il portale che sostengono un balcone centrale con balaustra in pietra e sormontato da un timpano triangolare.

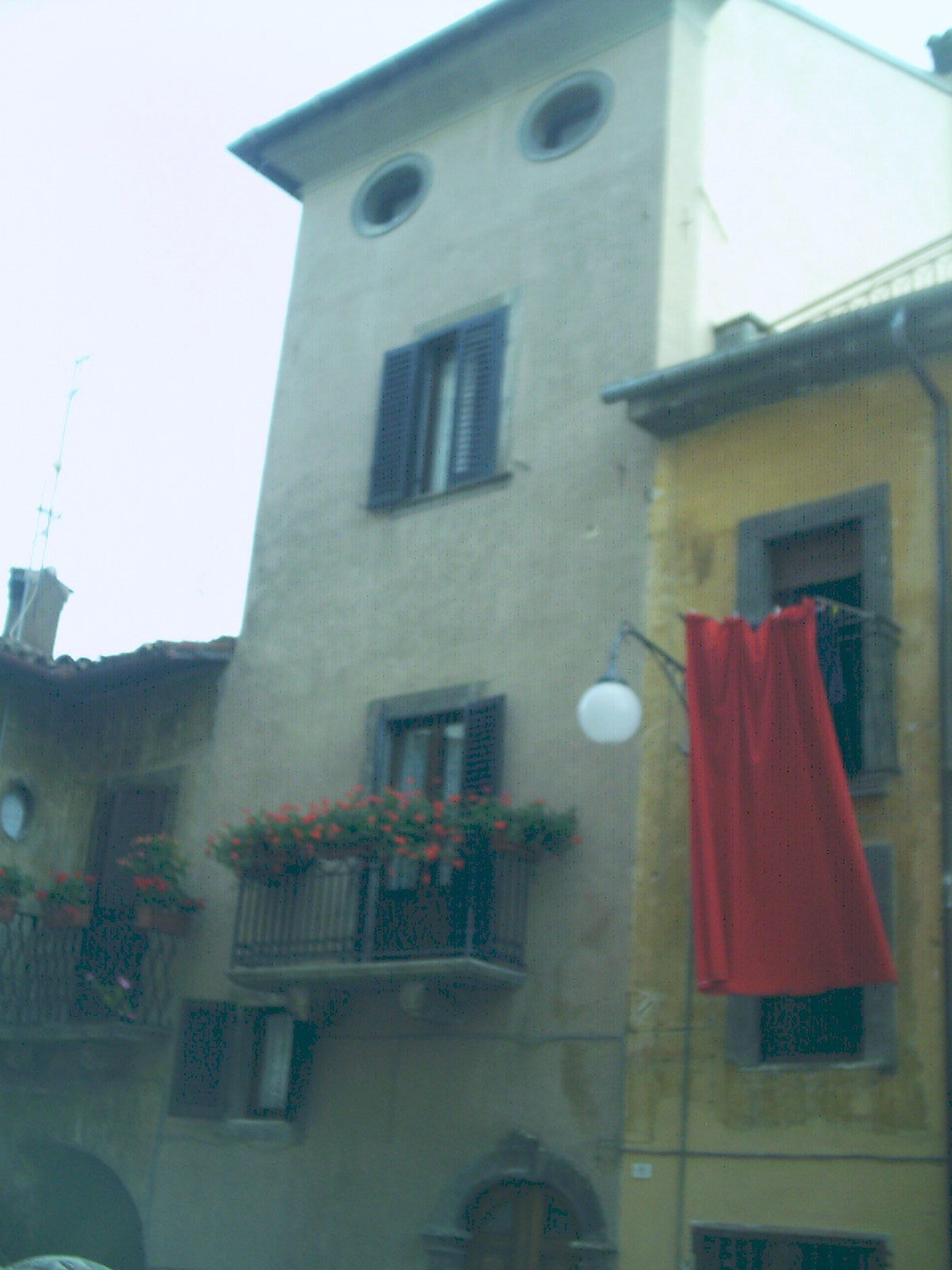
La casa faccia sita di fronte al Palazzo di Rienzo

L'interno è composto da vari atri e cortili frutto di vari lavori di trasformazione nel corso del tempo, da un giardino interno, nonché da numerosi arredi originali dell'800.
Tra le opere d'arte che vi erano all'interno è "Le orfanelle" attualmente posto in una collezione privata romana.

## Il palazzo di fronte
Di fronte vi è una casa-faccia.

La facciata è a volto umano:
- occhi (2 aperture circolari in alto);
- naso (finestra sottostante);
- bocca aperta (balcone 1º piano);
- linguaccia (finestrella lato sinistro del balcone in basso) per scherno al proprietario del Palazzo di Rienzo.

## Gli Archetti del palazzo
Questo loggiato con trifora, una delle immagini più caratteristiche di Scanno, tanto da venire rappresentato su numerose cartoline, fa parte della parte del palazzo rimasta medioevale, sovrasta un arco a tutto sesto, ed i suoi affreschi interni a grottesche, recentemente restaurati, sono visibili dalla strada. Il gruppo di case della trifora viene comunemente chiamato dagli abitanti del paese Case Roncone.

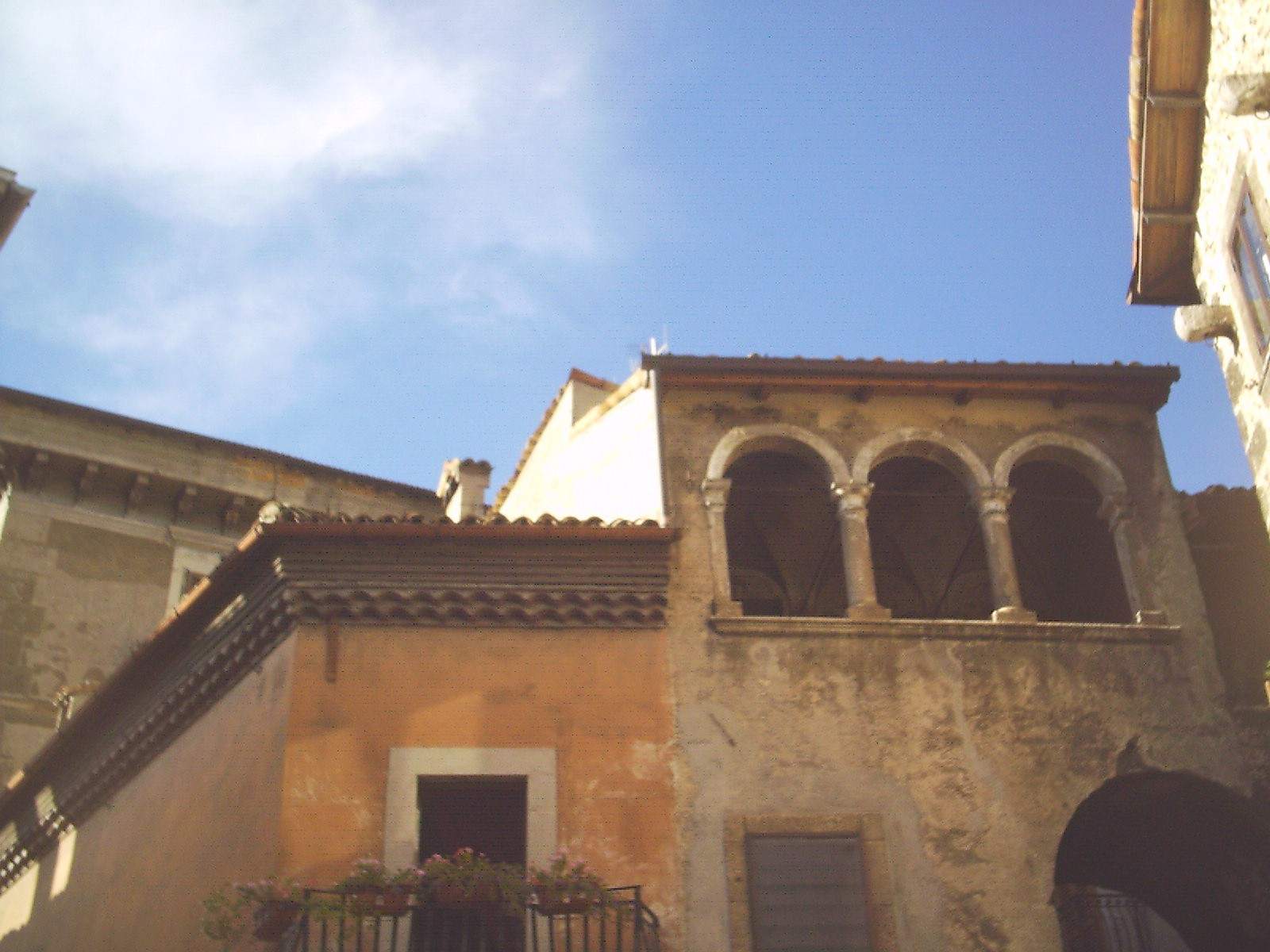
La trifora caratteristica

## Fonti
- Info sul sito ufficiale del comune di Scanno, su scanno.org. URL consultato il 27 novembre 2007 (archiviato dall'url originale il 9 ottobre 2010).
- Raffaele Giannantonio, paragrafo sul Palazzo Di Rienzo nel capitolo L'architettura civile in Scanno Guida storico-artistica alla città e dintorni, pag. 54, Carsa Edizioni 2001, Pescara ISBN 88-501-0008-6
- Raffaele Giannantonio, paragrado sul loggiato delle Case Roncone nel capitolo L'ambiente urbano in Scanno Guida storico-artistica alla città e dintorni, pag. 65, Carsa Edizioni 2001, Pescara ISBN 88-501-0008-6